# Гартлі-Бей
Гартлі-Бей (англ. Hartley Bay) — індіанське селище у канадській провінції Британська Колумбія, у складі регіонального округу Норт-Коаст.

## Клімат
Громада знаходиться у зоні, котра характеризується морським кліматом. Найтепліший місяць — липень із середньою температурою 15.6 °C (60 °F). Найхолодніший місяць — січень, із середньою температурою 1.5 °С (34.7 °F).
| Клімат Гартлі-Бея       | Клімат Гартлі-Бея | Клімат Гартлі-Бея | Клімат Гартлі-Бея | Клімат Гартлі-Бея | Клімат Гартлі-Бея | Клімат Гартлі-Бея | Клімат Гартлі-Бея | Клімат Гартлі-Бея | Клімат Гартлі-Бея | Клімат Гартлі-Бея | Клімат Гартлі-Бея | Клімат Гартлі-Бея | Клімат Гартлі-Бея |
| Показник                | Січ.              | Лют.              | Бер.              | Квіт.             | Трав.             | Черв.             | Лип.              | Серп.             | Вер.              | Жовт.             | Лист.             | Груд.             | Рік               |
| Абсолютний максимум, °C | 13                | 15                | 19,5              | 24,5              | 29                | 31                | 32,5              | 33,3              | 32,2              | 20                | 14,4              | 13                | 33,3              |
| Середній максимум, °C   | 4,1               | 5,3               | 8,2               | 10,9              | 15,3              | 17,9              | 20,2              | 20,1              | 17,3              | 11,6              | 6,4               | 4,1               | 11,8              |
| Середня температура, °C | 1,5               | 2,5               | 4,7               | 6,7               | 10,6              | 13,3              | 15,5              | 15,4              | 13,1              | 8,4               | 3,9               | 1,9               | 8,1               |
| Середній мінімум, °C    | −1,1              | −0,4              | 1,1               | 2,5               | 5,7               | 8,6               | 10,8              | 10,7              | 8,8               | 5,3               | 1,4               | −0,5              | 4,4               |
| Абсолютний мінімум, °C  | −14,5             | −16               | −11,7             | −3                | −0,6              | 2                 | 2,5               | 3,5               | 1                 | −8                | −22               | −16,7             | −22               |
| Норма опадів, мм        | 518.4             | 426.5             | 327.1             | 301.2             | 227.8             | 182.2             | 159.4             | 192               | 405.2             | 686.4             | 693.9             | 553.1             | 4673.2            |
| Днів з опадами          | 17,1              | 16,9              | 17,7              | 16,6              | 15,9              | 14,7              | 12,6              | 10,4              | 15,7              | 22,5              | 22,6              | 20,5              | 203,4             |
| Днів з дощем            | 15,5              | 14,3              | 16,6              | 17,3              | 14,5              | 14,4              | 12,1              | 10,8              | 15,2              | 22,4              | 22,9              | 17,2              | 193,1             |
| Днів зі снігом          | 6,9               | 4,7               | 2,9               | 1,5               | 0                 | 0                 | 0                 | 0                 | 0                 | 0,3               | 4                 | 6                 | 26,4              |
| ----------------------- | ----------------- | ----------------- | ----------------- | ----------------- | ----------------- | ----------------- | ----------------- | ----------------- | ----------------- | ----------------- | ----------------- | ----------------- | ----------------- |
| Джерело: Weatherbase    |                   |                   |                   |                   |                   |                   |                   |                   |                   |                   |                   |                   |                   |